# NGC 6340
NGC 6340 est une galaxie lenticulaire située dans la constellation du Dragon. Sa vitesse par rapport au fond diffus cosmologique est de 1 165 ± 4 km/s, ce qui correspond à une distance de Hubble de 17,2 ± 1,2 Mpc (∼56,1 millions d'al). NGC 6340 a été découverte par l'astronome germano-britannique William Herschel en 1788.
NGC 6340 a été utilisée par Gérard de Vaucouleurs comme une galaxie de type morphologique (R')SA(r:)0/a dans son atlas des galaxies,.
La classe de luminosité de NGC 6340 est I et elle présente une large raie HI. De plus, c'est une galaxie LINER, c'est-à-dire une galaxie dont le noyau présente un spectre d'émission caractérisé par de larges raies d'atomes faiblement ionisés.
La découverte dans sa partie centrale d'un anneau polaire ayant une faible formation continue d'étoiles a été confirmée. Cet anneau serait né d'une fusion mineure avec une galaxie naine, ou à la suite d'une accrétion de gaz froid.
À ce jour, quatre mesures non basées sur le décalage vers le rouge (redshift) donnent une distance de 19,525 ± 1,676 Mpc (∼63,7 millions d'al), ce qui est à l'intérieur des valeurs de la distance de Hubble.

## Trou noir supermassif
Selon une étude basée sur les mesures de luminosité de la bande K de l'infrarouge proche du bulbe de NGC 6340, on obtient une valeur de 107,3 {\displaystyle M_{\odot }} (20 millions de masses solaires) pour le trou noir supermassif qui s'y trouve.

## Un triplet de galaxies, le groupe de NGC 6340

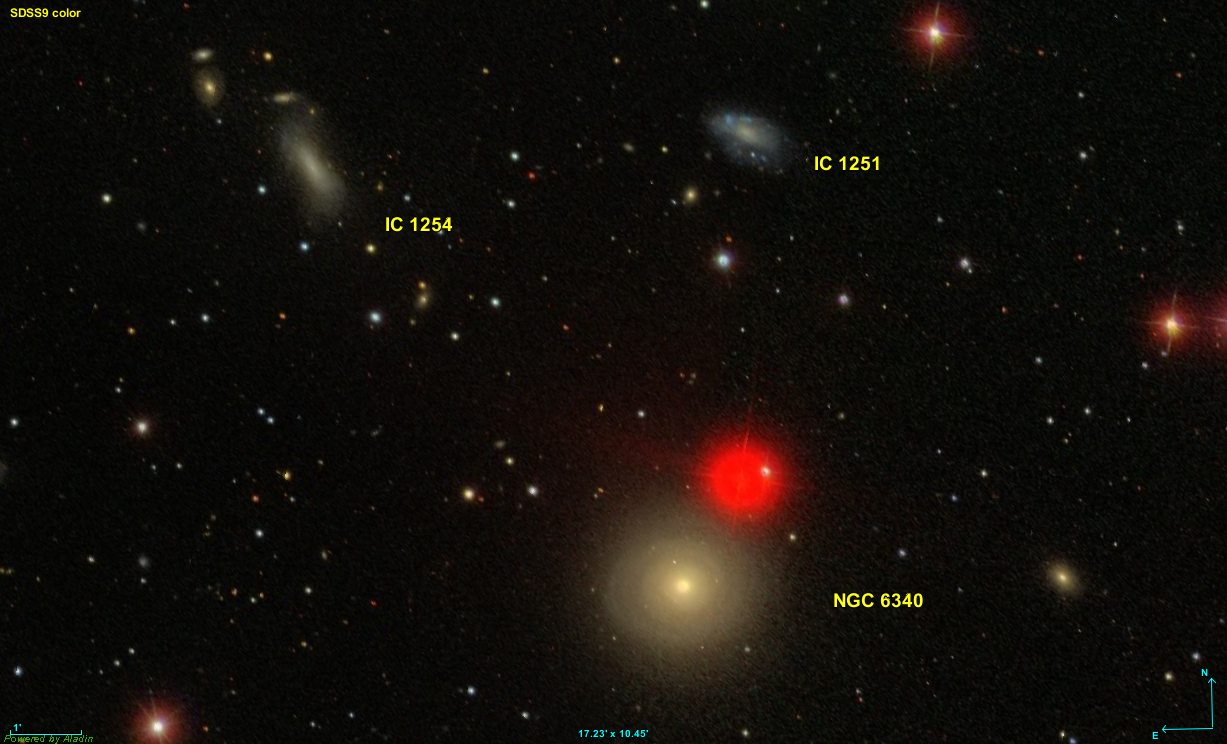
NGC 6340, IC 1251 et IC 1254, un triplet de galaxies.

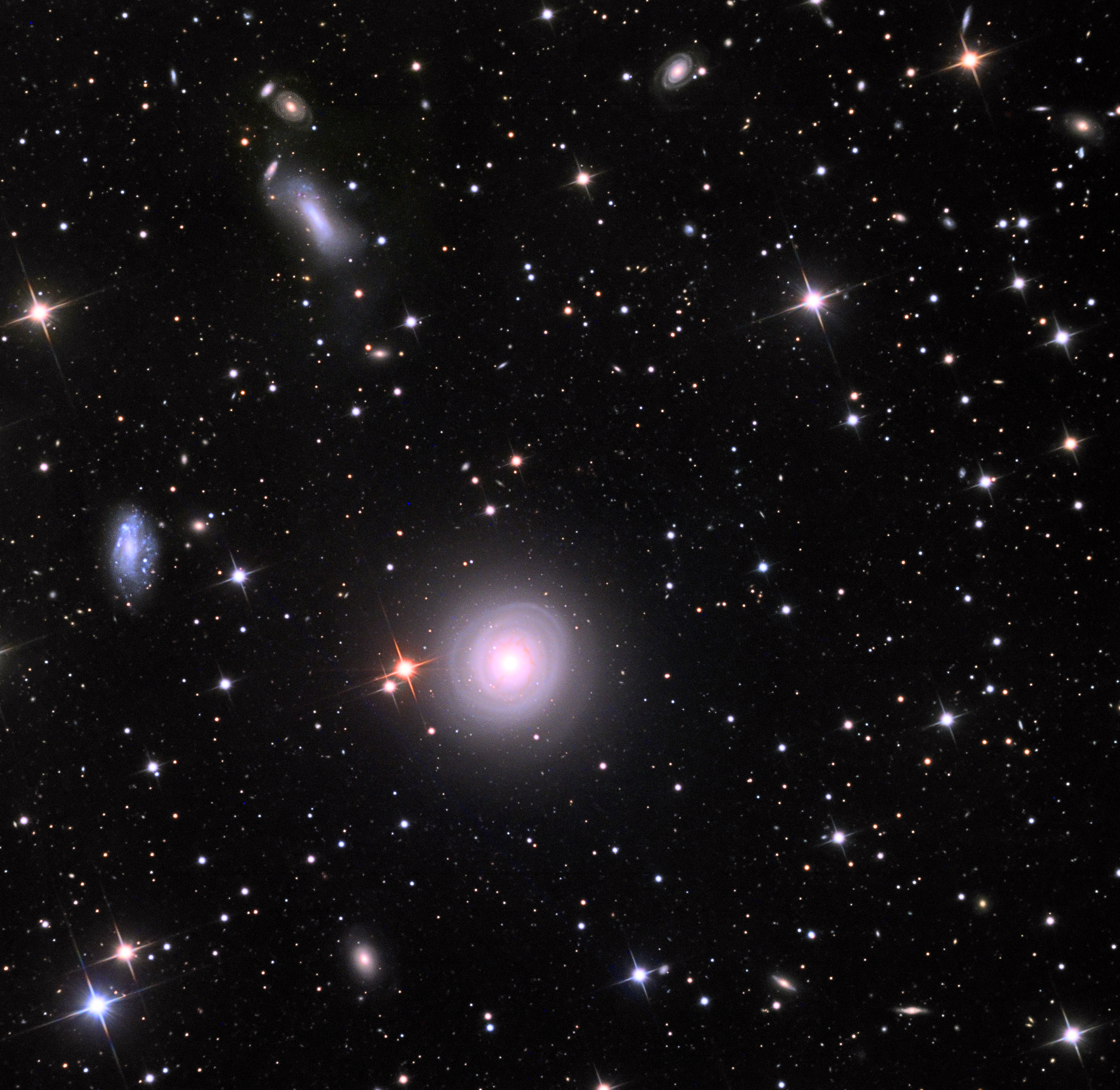
Groupe NGC 6340, avec NGC 6340 (au centre), IC 1251 et IC 1254 (respectivement, à gauche et en haut à gauche).

Les distances de Hubble de NGC 6340, d'IC 1251 et d'IC 1254 sont respectivement de 17,18 Mpc, 17,47 Mpc et de 17,23 Mpc. Ces trois galaxies forment donc un triplet de galaxies.